# Megyeháza (Szekszárd)

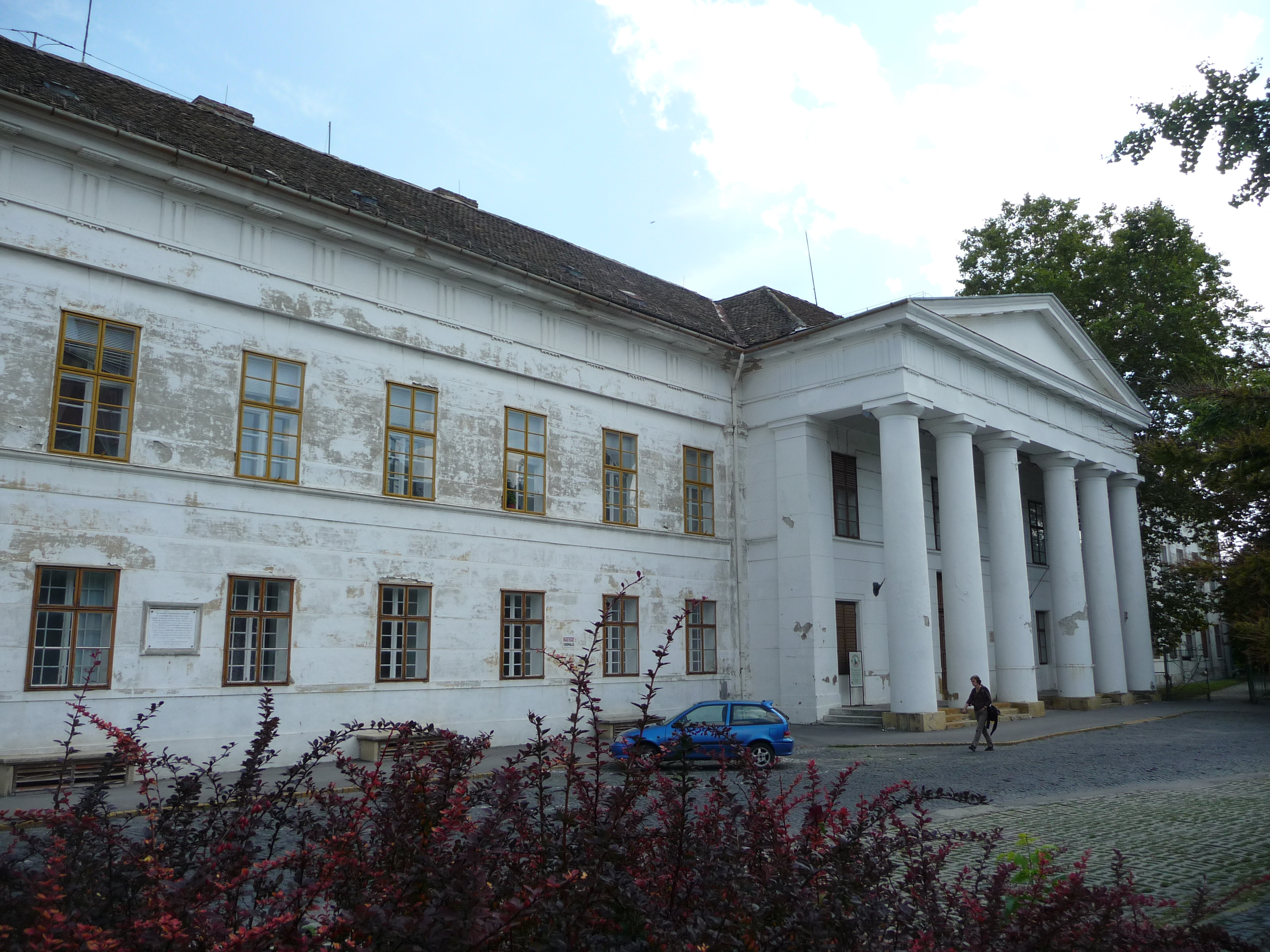
A régi megyeháza főhomlokzata

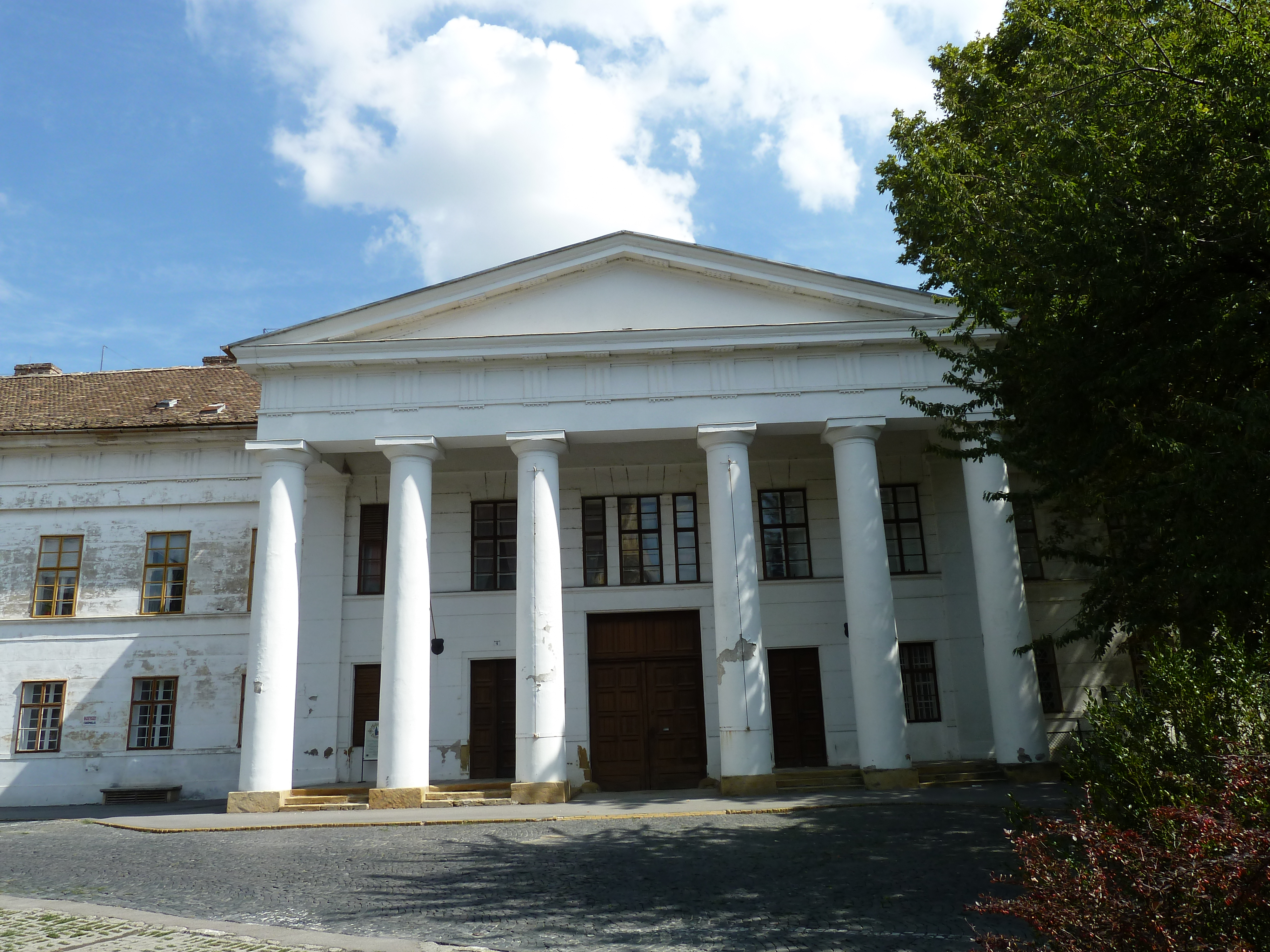
A régi megyeháza főbejárata

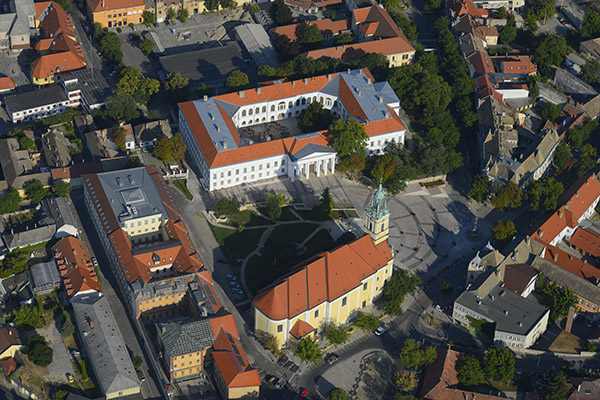
Légifotón a régi megyeháza épülete Szekszárdon

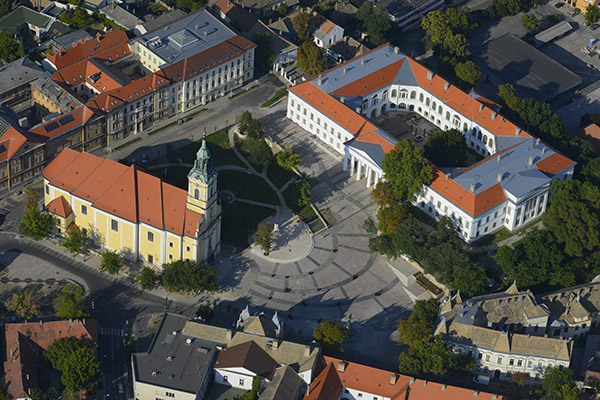
A megyeházával szemben a Belvárosi plébánia madártávlatból

A régi megyeháza épülete Szekszárd központjában található (Béla király tér 1.). Helyén korábban a szekszárdi apátság uradalmi épületei álltak. Belső udvarán évszázados tiszafák mellett a régi apátsági templom feltárt alapjait mutatják be; az egyik boltozati vállkövet külön betonoszlopra állították.

## Története
Tolna vármegye 1779-es megyegyűlése a vármegye székhelyét Simontornyáról Szekszárdra költöztette. Mivel egy egyházi átszervezés eredményeként az apátság uradalmi épületeit pár évvel korábban használaton kívül helyezték, a vármegye 1780-ban bérbe vette, majd 1783-ban megvásárolta az akkor még működő, középkori apátsági templom körül, üresen álló házakat. Ezeket Jung József és Hacker József tervei szerint új rendeltetésüknek megfelelően átalakították, bővítették. Ekkor készülhetett a megye barokk stílusú kőcímere — ennek jelenleg másolata látható; a megsérült eredeti a múzeumban van.
1794-ben leégett a templom; a romok föld feletti részét 1802-ben elhordták az új templom építéséhez. Az épületegyüttest 1804–1805-ben Schmidt Vencel tervei szerint bővítették tovább. Ekkor készült el (egyelőre földszintes épületként) a templomromot körülölelő északi rész, amivel körbezárták az udvart.
Csapó Dániel alispán impozáns és egységes megjelenésű, távlatokra méretezett megyeházát szeretett volna, ezért további átépítést szorgalmazott. Az északi oldal is emeletesre átépítésének, az együttes közös fedél alá hozásának első terveit 1825-ben Stann Jakab készítette el. A tervezésbe 1827-ben kapcsolódott be Pollack Mihály, aki a bejárati oldalra dór oszlopsoros, timpanonos rizalitot tervezett; ebből a timpanonba elhelyezni kívánt szoborcsoport végül nem készült el. Az épületben eredetileg volt kegy kápolna is, de ezt a 19. század vége felé megszüntették. Az építkezést 1828-ban kezdték el és 1833-ban fejezték be. Az épületet 1836. augusztus 8-án gróf Eszterházy Károly főispán, királyi ajtónálló avatta fel; az ünnepségnek három tiszafa ültetésével állítottak emléket.
A házban a 2000-es évek eleje óta a Tolna Megyei Levéltár működik. Emellett itt helyezték el a polgármesteri hivatal néhány irodáját, a Wosinsky Mór Megyei Múzeum néhány kiállítását:
- A régi vármegyeháza világa
- Liszt Ferenc emlékkiállítás
- Mattioni Eszter festőművész tárlata
- Esze Tamás emlékszoba és az egyik helyi televízió (Tolnatáj Televízió) stúdióját.

Itt van az Ippon Karate Egyesület és az Alisca Nyilai Íjászegyesület székhelye is.
Az épület Lajtai Zoltán építész tervei alapján elkészült helyreállítása 2014-ben ICOMOS-díjat kapott.

## Látnivalók a külső udvarban
A külső udvaron látható:
- Bezerédj István mellszobra,
- a borkút és
- a megye kőcímerének másolata a külső udvar délkeleti sarkáról a Garay tér felé néz.

Az épület térre néző nyugati falán tábla emlékeztet a mohácsi vészre, ugyanis erre vonultak el előtte a magyar, utána pedig a török csapatok.